# Karl Vossler
Karl Vossler (Hohenheim, 6 de setembre de 1872 - Múnic, 18 de maig de 1949) va ser un historiador alemany de literatura, especialista en Dante i un dels més importants romanistes de la primera meitat del segle xx, amb publicacions d'italianística, hispanística i també sobre literatura francesa. Se'l coneix sobretot com a fundador de l'Idealisme lingüístic.

## Vida
Karl Vossler va ser fill d'Otto Friedrich Vossler, professor i director de l'Acadèmia Agrícola de Hohenheim (actualment Universitat), i de la seva esposa Anna Maria Faber. Va assistir a l'Insitut humanístic a Ulm, i després va estudiar Filologia germànica i romànica a Tübingen, Ginebra, Estrasburg, Roma i Heidelberg. El 1897, es va doctorar a Heidelberg en filologia germànica amb una tesi sobre l'expressió alemanya del Madrigal. El 1900 va rebre també a Heidelberg la llicència per ensenyar Filologia romànica, i el 1902 va ser nomenat professor. El seu mentor a Heidelberg va ser Fritz Neumann. El 1909, va assumir a la Universitat de Würzburg el Departament de llengües romàniques. El 1911 ser cridat a la Ludwig-Maximilians-Universität de Múnic, on va romandre fins al final de la seva vida. El curs 1926/27, i de nou, el 1946 en va ser rector.
Vossler es va casar el 1900 amb Ester, Comtessa Gnoli, filla del poeta italià i historiador de la literatura Domenico Gnoli. El seu fill petit va ser l'historiador de la literatura moderna Otto Vossler, que va traduir i publicar, després de la mort del seu pare, la seva correspondència amb l'antifeixista Benedetto Croce. El 1923 es va casar en segones núpcies amb Emma Auguste Thiersch, filla gran de l'arquitecte Friedrich von Thiersch
Encara que signà el manifest dels 93, s'oposà després al nazisme. Això feu que fos obligat a retirar-se el 1937; després de la guerra, va ser rector de la Universitat de Múnic el 1946 i hi inaugurà la placa commemorativa de Kurt Huber i dels estudiants de La Rosa Blanca assassinats.
Entre els alumnes de Vossler hi ha Victor Klemperer, Eugen Lerch o Werner Krauss.

## Obra
Vossler es va dedicar molts anys a l'estudi de la poesia italiana; les seves edicions i traduccions de la Commedia de Dante són encara obres de referències. Després treballà també en literatura francesa i molt intensament en literatura espanyola. La seva obra li guanyà nombrosos reconeixements. La seva obra va contribuir a fer evolucionar la filologia romànica, que fins aleshores era de caràcter eminentment positivista. La seva nova aproximació filosòfico-estètica es coneix com a Idealisme.
Es dedicà també a la lingüística i s'oposà a les teories de la neogramàtica i al seu estricte mecanicisme.

## Honors
- 1912, membre de l' Acadèmia de Ciències de Baviera
- 1926 Pour le Mérite (categoria: per la pau)
- 1928, doctor honoris causa per la Universitat Tècnica de Dresden
- 1937, membre de les acadèmies de Ciències, a Viena, Milà, Madrid i Buenos Aires
- 1944, doctorat honoris causa de la Universitat de Madrid
- 1944, doctorat honoris causa de la Universitat de Coimbra
- 1944, Gran creu de l'orde d'Alfons X el Sabio per a la ciència i les arts
- 1946, membre corresponent de l'Accademia della Crusca[2]
- 1949, doctor honoris causa de la Universitat de Halle-Wittenberg
- 1949, membre de l'Acadèmia alemanya de les Ciències de Berlín (1946-1972)
- 1949 se li dedica un carrer a Múnic
- 1984 Fundació del premi Karl Vossler de literatura (fins al 2002)

## Publicacions (selecció)
- Das deutsche Madrigal. Geschichte seiner Entwicklung bis in die Mitte des XVIII. Jahrhunderts. Weimar 1898.
- Positivismus und Idealismus in der Sprachwissenschaft. 1904.
- Sprache als Scopfung und Entwicklung 1905.
- Die göttliche Komödie. 4 parts, Carl Winter, Heidelberg 1907/1910. [La Divina Comèdia; estudi i traducció]
- Italienische Literatur der Gegenwart von der Romantik zum Futurismus. Carl Winter, Heidelberg 1914.
- La Fontaine und sein Fabelwerk. Carl Winter, Heidelberg 1919.
- Dante als religiöser Dichter. Seldwyla, Berna 1921.
- Leopardi. Musarion, Múnic 1923.
- Das heutige Italien. Múnic 1923.
- Geist und Kultur in der Sprache. Carl Winter, Heidelberg 1925.
- Jean Racine. Hueber, Múnic 1926.
- Politik und Geistesleben. Múnic 1927.
- Frankreichs Kultur und Sprache. Carl Winter, Heidelberg 1929.
- Lope de Vega und sein Zeitalter. C. H. Beck, Múnic 1932.
- Romanische Dichter. Múnic 1936.
- Einführung in die spanische Dichtung des Goldenen Zeitalters. Conrad Behre, Hamburg 1939.
- Südliche Romania. Oldenbourg, Múnic 1940.
- Die Poesie der Einsamkeit in Spanien. C. H. Beck, Múnic 1940.
- Aus der romanischen Welt. 4 vol. Koehler & Amelang, Leipzig 1940/42.
- Inés de la Cruz, Die Welt im Traum. (editor), Leipzig 1941.
- Luis de León. Schnell & Steiner, Múnic 1943.
- Forschung und Bildung an der Universität. Múnic 1946.
- Lope de Vega und seine Zeit. Biederstein, Múnic 1947.
- Humboldts Idee der Universität. Múnic 1954.[3]